# فرودگاه نیروی هوایی سلطنتی استرالیا در کرتین
فرودگاه نیروی هوایی سلطنتی استرالیا در کرتین (به انگلیسی: RAAF Curtin) یک فرودگاه با کد یاتا DCN است که یک باند فرود آسفالت دارد و طول باند آن ۳۰۴۹ متر است. این فرودگاه در کشور استرالیا قرار دارد و در ارتفاع ۹۸ متری از سطح دریا واقع شده است.